# Seznam dílů seriálu Policie Chicago
Toto je seznam dílů seriálu Policie Chicago. Americký dramatický televizní seriál Policie Chicago vysílá stanice NBC od 8. ledna 2014. V Česku měl seriál premiéru 26. června 2020 na Nova Action.

## Přehled řad
| Řada | Díly | Premiéra v USA     | Premiéra v USA  | Premiéra v ČR     | Premiéra v ČR     |
| Řada | Díly | První díl          | Poslední díl    | První díl         | Poslední díl      |
| ---- | ---- | ------------------ | --------------- | ----------------- | ----------------- |
| 0    | 1    | 15. května 2013    | 15. května 2013 | 4. listopadu 2015 | 4. listopadu 2015 |
| 1    | 15   | 8. ledna 2014      | 21. května 2014 | 26. června 2020   | 3. července 2020  |
| 2    | 23   | 24. září 2014      | 20. května 2015 | 4. července 2020  | 15. července 2020 |
| 3    | 23   | 30. září 2015      | 25. května 2016 | 15. července 2020 | 26. července 2020 |
| 4    | 23   | 21. září 2016      | 17. května 2017 | 27. července 2020 | 7. srpna 2020     |
| 5    | 23   | 27. září 2017      | 9. května 2018  | 7. srpna 2020     | 18. srpna 2020    |
| 6    | 22   | 26. září 2018      | 22. května 2019 | 18. srpna 2020    | 29. srpna 2020    |
| 7    | 20   | 25. září 2019      | 15. dubna 2020  | 29. srpna 2020    | 8. září 2020      |
| 8    | 16   | 11. listopadu 2020 | 26. května 2021 | 31. března 2023   | 16. dubna 2023    |
| 9    | 22   | 22. září 2021      | 25. května 2022 | 17. dubna 2023    | 6. května 2023    |
| 10   | 22   | 21. září 2022      | 24. května 2023 | bude oznámeno     | bude oznámeno     |

## Seznam dílů

### Backdoor pilot (2013)
Epizoda „Let Her Go“ seriálu Chicago Fire posloužila jako pilotní díl pro seriál Policie Chicago.
| Č. v seriálu | Č. v řadě | Původní název | Český název | Režie         | Scénář                                                               | Premiéra v USA  | Premiéra v ČR     |
| ------------ | --------- | ------------- | ----------- | ------------- | -------------------------------------------------------------------- | --------------- | ----------------- |
| 23           | 23        | Let Her Go    | Nech ji jít | Joe Chappelle | námět: Dick Wolf a Matt Olmstead scénář: Michael Brandt a Derek Haas | 15. května 2013 | 4. listopadu 2015 |

### První řada (2014)
| Č. v seriálu | Č. v řadě | Původní název           | Český název          | Režie              | Scénář                                                               | Premiéra v USA  | Premiéra v ČR    |
| ------------ | --------- | ----------------------- | -------------------- | ------------------ | -------------------------------------------------------------------- | --------------- | ---------------- |
| 1            | 1         | Stepping Stone          | Odrazový můstek      | Joe Chappelle      | Matt Olmstead                                                        | 8. ledna 2014   | 26. června 2020  |
| 2            | 2         | Wrong Side of the Bars  | Špatná strana mříží  | Joe Chappelle      | Michael Brandt a Derek Haas                                          | 15. ledna 2014  | 27. června 2020  |
| 3            | 3         | Chin Check              | Zásah                | Sanford Bookstaver | David Hoselton                                                       | 22. ledna 2014  | 27. června 2020  |
| 4            | 4         | Now Is Always Temporary | Nyní je vždy dočasné | Mark Tinker        | Denitria Harris-Lawrence                                             | 29. ledna 2014  | 28. června 2020  |
| 5            | 5         | Thirty Balloons         | Třicet balónků       | Karen Gaviola      | Craig Gore a Tim Walsh                                               | 5. února 2014   | 28. června 2020  |
| 6            | 6         | Conventions             | Spolupráce           | Alik Sakharov      | Maisha Closson                                                       | 26. února 2014  | 29. června 2020  |
| 7            | 7         | The Price We Pay        | Cena, kterou platíme | Mark Tinker        | Michael Brandt a Derek Haas                                          | 5. března 2014  | 29. června 2020  |
| 8            | 8         | Different Mistakes      | Jiné chyby           | Fred Berner        | Bryan Garcia                                                         | 12. března 2014 | 30. června 2020  |
| 9            | 9         | A Material Witness      | Klíčový svědek       | Sanford Bookstaver | Michael Batistick                                                    | 19. března 2014 | 30. června 2020  |
| 10           | 10        | At Least It's Justice   | Víra ve spravedlnost | Michael Slovis     | Craig Gore a Tim Walsh                                               | 2. dubna 2014   | 1. července 2020 |
| 11           | 11        | Turn the Light Off      | V utajení            | Nick Gomez         | David Hoselton                                                       | 9. dubna 2014   | 1. července 2020 |
| 12           | 12        | 8:30                    | Hra o vteřiny        | Mark Tinker        | námět: Dick Wolf a Matt Olmstead scénář: Michael Brandt a Derek Haas | 30. dubna 2014  | 2. července 2020 |
| 13           | 13        | My Way                  | Návrat               | Karen Gaviola      | Matt Olmstead a Michael Batistick                                    | 7. května 2014  | 2. července 2020 |
| 14           | 14        | The Docks               | Loděnice             | Nick Gomez         | Craig Gore a Tim Walsh                                               | 14. května 2014 | 3. července 2020 |
| 15           | 15        | A Beautiful Friendship  | Báječné přátelství   | Mark Tinker        | námět: Michael Batistick scénář: Michael Brandt a Derek Haas         | 21. května 2014 | 3. července 2020 |

### Druhá řada (2014–2015)
| Č. v seriálu | Č. v řadě | Původní název                  | Český název                 | Režie              | Scénář                                                                    | Premiéra v USA     | Premiéra v ČR     |
| ------------ | --------- | ------------------------------ | --------------------------- | ------------------ | ------------------------------------------------------------------------- | ------------------ | ----------------- |
| 16           | 1         | Call It Macaroni               | To jsem z toho jelen        | Mark Tinker        | Matt Olmstead                                                             | 24. září 2014      | 4. července 2020  |
| 17           | 2         | Get My Cigarettes              | Přines mi cigára            | Arthur W. Forney   | Craig Gore a Tim Walsh                                                    | 1. října 2014      | 4. července 2020  |
| 18           | 3         | The Weigh Station              | Očistec                     | Nick Gomez         | Michael Batistick                                                         | 8. října 2014      | 5. července 2020  |
| 19           | 4         | Chicken, Dynamite, Chainsaw    | Kuře, dynamit, pila         | Reza Tabrizi       | Mo Masi                                                                   | 15. října 2014     | 5. července 2020  |
| 20           | 5         | An Honest Woman                | Počestná žena               | Mark Tinker        | Michael Weiss                                                             | 22. října 2014     | 6. července 2020  |
| 21           | 6         | Prison Ball                    | Za mřížemi                  | Sanford Bookstaver | Eduardo Javier Canto a Ryan Maldonado                                     | 5. listopadu 2014  | 6. července 2020  |
| 22           | 7         | They'll Have to Go Through Me  | Budou muset projít skrze mě | Sanford Bookstaver | námět: Dick Wolf a Matt Olmstead scénář: Maisha Closson                   | 12. listopadu 2014 | 7. července 2020  |
| 23           | 8         | Assignment of the Year         | Úkol roku                   | Nick Gomez         | Mick Betancourt                                                           | 19. listopadu 2014 | 7. července 2020  |
| 24           | 9         | Called in Dead                 | Přepadení                   | Alik Sakharov      | Craig Gore a Tim Walsh                                                    | 10. prosince 2014  | 8. července 2020  |
| 25           | 10        | Shouldn't Have Been Alone      | Neměla být sama             | Fred Berner        | Michael Weiss                                                             | 7. ledna 2015      | 8. července 2020  |
| 26           | 11        | We Don't Work Together Anymore | Už spolu nepracujeme        | Mario Van Peebles  | Michael Bastick a Mo Masi                                                 | 14. ledna 2015     | 9. července 2020  |
| 27           | 12        | Disco Bob                      | Disco Bob                   | Holly Dale         | Maisha Closson a Cole Maliska                                             | 21. ledna 2015     | 9. července 2020  |
| 28           | 13        | A Little Devil Complex         | Žhář                        | Steve Shill        | Michael Brandt a Derek Haas                                               | 4. února 2015      | 10. července 2020 |
| 29           | 14        | Erin's Mom                     | Odměna                      | Mark Tinker        | Craig Gore a Tim Walsh                                                    | 11. února 2015     | 10. července 2020 |
| 30           | 15        | What Do You Do                 | Rukojmí                     | Nick Gomez         | Michael Brandt a Derek Haas                                               | 18. února 2015     | 11. července 2020 |
| 31           | 16        | What Puts You On That Ledge    | Jednou nohou nad propastí   | Fred Berner        | Eduardo Javier Canto a Ryan Maldonado                                     | 25. února 2015     | 11. července 2020 |
| 32           | 17        | Say Her Real Name              | Řekni její jméno            | Nick Gomez         | námět: Dick Wolf a Matt Olmstead scénář: Craig Gore a Tim Walsh           | 25. března 2015    | 12. července 2020 |
| 33           | 18        | Get Back to Even               | Návrat k normálu            | Jann Turner        | Michael Weiss                                                             | 1. dubna 2015      | 12. července 2020 |
| 34           | 19        | The Three Gs                   | Holky, zbraně a automaty    | Sanford Bookstaver | Craig Gore a Tim Walsh                                                    | 8. dubna 2015      | 13. července 2020 |
| 35           | 20        | The Number of Rats             | Počet krys                  | Nick Gomez         | námět: Matt Olmstead a Warren Leight scénář: Matt Olmstead a Cole Maliska | 29. dubna 2015     | 13. července 2020 |
| 36           | 21        | There's My Girl                | Pamětní deska               | Mark Tinker        | Michael Batstick a Mo Masi                                                | 6. května 2015     | 14. července 2020 |
| 37           | 22        | Push The Pain Away             | Zažeň tu bolest             | Sanford Bookstaver | námět: Eduardo Javier Canto a Ryan Maldonado scénář: Michael Weiss        | 13. května 2015    | 14. července 2020 |
| 38           | 23        | Born Into Bad News             | Pořád jsou se mnou problémy | Mark Tinker        | Craig Gore a Tim Walsh                                                    | 20. května 2015    | 15. července 2020 |

### Třetí řada (2015–2016)
| Č. v seriálu | Č. v řadě | Původní název                              | Český název                             | Režie                 | Scénář                                                                      | Premiéra v USA     | Premiéra v ČR                      |
| ------------ | --------- | ------------------------------------------ | --------------------------------------- | --------------------- | --------------------------------------------------------------------------- | ------------------ | ---------------------------------- |
| 39           | 1         | Life is Fluid                              | Život je prchavý                        | Arthur W. Forney      | Craig Gore a Tim Walsh                                                      | 30. září 2015      | 15. července 2020                  |
| 40           | 2         | Natural Born Storyteller                   | Rozenej vypravěč                        | Mark Tinker           | Mike Weiss                                                                  | 7. října 2015      | 16. července 2020                  |
| 41           | 3         | Actual Physical Violence                   | Pravé fyzické násilí                    | Fred Berner           | Eduardo Javier Canto a Ryan Maldonado                                       | 14. října 2015     | 16. července 2020                  |
| 42           | 4         | Debts of the Past                          | Dluhy z minulosti                       | Rohn Schmidt          | Michael Brandt a Derek Haas                                                 | 21. října 2015     | 17. července 2020                  |
| 43-44        | 56        | Climbing Into BedYou Never Know Who's Who  | Jak si kdo usteleNikdy nevíš kdo je kdo | Mark TinkerLin Oeding | Cole MaliskaCraig Gore & Tim Walsh                                          | 28. října 2015     | 17. července 202018. července 2020 |
| 45           | 7         | A Dead Kid, a Notebook and a Lot of Maybes | Mrtvý chlapec, deník a spousta možností | Charlotte Brändström  | Timothy J. Sexton                                                           | 4. listopadu 2015  | 18. července 2020                  |
| 46           | 8         | Forget My Name                             | Zapomeň na mě                           | Nick Gomez            | Mike Weiss                                                                  | 11. listopadu 2015 | 19. července 2020                  |
| 47           | 9         | Never Forget I Love You                    | Nezapomínej, že tě mám rád              | Terry Miller          | námět: Ryan Maldonado a Eduardo Javier Canto scénář: Craig Gore a Tim Walsh | 18. listopadu 2015 | 19. července 2020                  |
| 48           | 10        | Now I'm God                                | Teď jsem Bůh                            | Holly Dale            | Jamie Pachino                                                               | 6. ledna 2016      | 20. července 2020                  |
| 49           | 11        | Knocked The Family Right Out               | Omámená rodina                          | Mark Tinker           | Mo Masi                                                                     | 13. ledna 2016     | 20. července 2020                  |
| 50           | 12        | Looking Out For Stateville                 | Přátelé ze Stateville                   | Fred Berner           | Craig Gore a Tim Walsh                                                      | 20. ledna 2016     | 21. července 2020                  |
| 51           | 13        | Hit Me                                     | Falešný polda                           | Rohn Schmidt          | Mike Weiss a Cole Maliska                                                   | 3. února 2016      | 21. července 2020                  |
| 52           | 14        | The Song of Gregory Williams Yates         | Balada o Gregorym Williamsi Yatesovi    | Michael Grossman      | Jamie Pachino                                                               | 10. února 2016     | 22. července 2020                  |
| 53           | 15        | A Night Owl                                | Noční pták                              | Nick Gomez            | Timothy J. Sexton                                                           | 14. února 2016     | 22. července 2020                  |
| 54           | 16        | The Cases that Need to be Solved           | Případy, které je třeba vyřešit         | Jean de Segonzac      | Matt Olmstead                                                               | 21. února 2016     | 23. července 2020                  |
| 55           | 17        | Forty-Caliber Bread Crumb                  | Bratři ve zbrani                        | Jann Turner           | Craig Gore A Tim Walsh                                                      | 2. března 2016     | 23. července 2020                  |
| 56           | 18        | Kasual with a K                            | Hlavně nezávazně                        | David Rodriguez       | Eduardo Javier Canto a Ryan Maldonado                                       | 23. března 2016    | 24. července 2020                  |
| 57           | 19        | If We Were Normal                          | Kdybychom byli normální                 | Mark Tinker           | Mo Masi                                                                     | 30. března 2016    | 24. července 2020                  |
| 58           | 20        | In A Duffel Bag                            | Dítě v tašce                            | Nick Gomez            | Jamie Pachino                                                               | 4. května 2016     | 25. července 2020                  |
| 59           | 21        | Justice                                    | Spravedlnost                            | Jean de Segonzac      | námět: Dick Wolf scénář: Michael Brandt, Derek Haas a Matt Olmstead         | 11. května 2016    | 25. července 2020                  |
| 60           | 22        | She's Got Us                               | Dostala nás                             | Lin Oeding            | Mike Weiss                                                                  | 18. května 2016    | 26. července 2020                  |
| 61           | 23        | Start Digging                              | Začni kopat                             | Mark Tinker           | Craig Gore a Tim Walsh                                                      | 25. května 2016    | 26. července 2020                  |

### Čtvrtá řada (2016–2017)
| Č. v seriálu | Č. v řadě | Původní název                              | Český název                               | Režie                            | Scénář                                  | Premiéra v USA     | Premiéra v ČR     |
| ------------ | --------- | ------------------------------------------ | ----------------------------------------- | -------------------------------- | --------------------------------------- | ------------------ | ----------------- |
| 62           | 1         | The Silos                                  | Sila                                      | Mark Tinker                      | Matt Olmstead                           | 21. září 2016      | 27. července 2020 |
| 63           | 2         | Made a Wrong Turn                          | Špatná odbočka                            | Fred Berner                      | Craig Gore a Tim Walsh                  | 28. září 2016      | 27. července 2020 |
| 64           | 3         | All Cylinders Firing                       | Na plnej plyn                             | Nick Gomez                       | Mike Weiss                              | 5. října 2016      | 28. července 2020 |
| 65           | 4         | Big Friends, Big Enemies                   | Velcí přátelé i nepřátelé                 | Rohn Schmidt                     | Gwen Sigan                              | 12. října 2016     | 28. července 2020 |
| 66           | 5         | A War Zone                                 | Válečná zóna                              | Eriq La Salle                    | Tiller Russell                          | 26. října 2016     | 29. července 2020 |
| 67           | 6         | Some Friend                                | Povedený přítel                           | Mark Tinker                      | Timothy J. Sexton                       | 9. listopadu 2016  | 29. července 2020 |
| 68-69        | 78        | 300,000 LikesA Shot Heard Around the World | 300 000 lajkůNeviditelný střelec          | Charlotte BrandströmTerry Miller | Jamie PachinoMatt Olmstead a Gwen Sigan | 16. listopadu 2016 | 30. července 2020 |
| 70           | 9         | Don't Bury This Case                       | Ten případ nepohřbívej                    | Cherie Nowlan                    | Craig Gore a Tim Walsh                  | 3. ledna 2017      | 31. července 2020 |
| 71           | 10        | Don't Read the News                        | Nečtu noviny                              | Nick Gomez                       | Mike Weiss                              | 4. ledna 2017      | 31. července 2020 |
| 72           | 11        | You Wish                                   | To určitě                                 | Mark Tinker                      | Tiller Russell                          | 11. ledna 2017     | 1. srpna 2020     |
| 73           | 12        | Sanctuary                                  | Útočiště                                  | John Hyams                       | Timothy J. Sexton                       | 18. ledna 2017     | 1. srpna 2020     |
| 74           | 13        | I Remember Her Now                         | Už si na ni vzpomínám                     | David Rodriguez                  | Gwen Sigan                              | 8. února 2017      | 2. srpna 2020     |
| 75           | 14        | Seven Indictments                          | Sedm obvinění                             | Mark Tinker                      | Jamie Pachino                           | 15. února 2017     | 2. srpna 2020     |
| 76           | 15        | Favor, Affection, Malice or Ill-Will       | Zaujatost, náklonnost, zášť nebo zlá vůle | Holly Dale                       | Craig Gore a Tim Walsh                  | 22. února 2017     | 3. srpna 2020     |
| 77           | 16        | Emotional Proximity                        | Doznání                                   | Reza Tabrizi                     | Matt Olmstead                           | 1. března 2017     | 3. srpna 2020     |
| 78           | 17        | Remember The Devil                         | Zapomněl byste na ďábla?                  | Rohn Schmidt                     | Mike Weiss                              | 22. března 2017    | 4. srpna 2020     |
| 79           | 18        | Little Bit of Light                        | Trocha světla                             | Lin Oeding                       | Gwen Sigan                              | 29. března 2017    | 4. srpna 2020     |
| 80           | 19        | Last Minute Resistance                     | Odpor na poslední chvíli                  | John Hyams                       | Timothy J. Sexton                       | 5. dubna 2017      | 5. srpna 2020     |
| 81           | 20        | Grasping for Salvation                     | Touha po spáse                            | David Rodriguez                  | Tiller Russell                          | 26. dubna 2017     | 5. srpna 2020     |
| 82           | 21        | Fagin                                      | Fagin                                     | Fred Berner                      | Craig Gore a Tim Walsh                  | 3. května 2017     | 6. srpna 2020     |
| 83           | 22        | Army of One                                | Armáda jednoho                            | John Whitesell                   | Tiller Russell a Timothy J. Sexton      | 10. května 2017    | 6. srpna 2020     |
| 84           | 23        | Fork in the Road                           | Na rozcestí                               | Mark Tinker                      | Mike Weiss                              | 17. května 2017    | 7. srpna 2020     |

### Pátá řada (2017–2018)
| Č. v seriálu | Č. v řadě | Původní název          | Český název               | Režie          | Scénář                                                 | Premiéra v USA     | Premiéra v ČR  |
| ------------ | --------- | ---------------------- | ------------------------- | -------------- | ------------------------------------------------------ | ------------------ | -------------- |
| 85           | 1         | Reform                 | Reforma                   | Eriq La Salle  | Rick Eid                                               | 27. září 2017      | 7. srpna 2020  |
| 86           | 2         | The Thing About Heroes | Neznámý hrdina            | Rohn Schmidt   | John Dove                                              | 4. října 2017      | 8. srpna 2020  |
| 87           | 3         | Promise                | Slib                      | John Whitesell | Timothy J. Sexton                                      | 11. října 2017     | 8. srpna 2020  |
| 88           | 4         | Snitch                 | Práskač                   | Terry Miller   | námět: Rick Eid a Gavin Harris scénář: Rick Eid        | 18. října 2017     | 9. srpna 2020  |
| 89           | 5         | Home                   | Domov                     | Eriq La Salle  | Sharon Lee Watson                                      | 25. října 2017     | 9. srpna 2020  |
| 90           | 6         | Fallen                 | Padlý hrdina              | Nick Gomez     | Gavin Harris                                           | 8. listopadu 2017  | 10. srpna 2020 |
| 91           | 7         | Care Under Fire        | Péče pod palbou           | Lily Mariye    | Gwen Sigan                                             | 15. listopadu 2017 | 10. srpna 2020 |
| 92           | 8         | Politics               | Politika                  | Mark Tinker    | Kinan Copen                                            | 29. listopadu 2017 | 11. srpna 2020 |
| 93           | 9         | Monster                | Monstrum                  | Valerie Weiss  | Timothy J. Sexton                                      | 6. prosince 2017   | 11. srpna 2020 |
| 94           | 10        | Rabbit Hole            | Králičí nora              | Carl Seaton    | Rick Eid a Gwen Sigan                                  | 3. ledna 2018      | 12. srpna 2020 |
| 95           | 11        | Confidential           | V utajení                 | Mark Tinker    | Rick Eid a Sharon Lee Watson                           | 10. ledna 2018     | 12. srpna 2020 |
| 96           | 12        | Captive                | V zajetí                  | Eriq La Salle  | Gavin Harrisx                                          | 17. ledna 2018     | 13. srpna 2020 |
| 97           | 13        | Chasing Monsters       | Štvanice                  | Terry Miller   | John Dove                                              | 31. ledna 2018     | 13. srpna 2020 |
| 98           | 14        | Anthem                 | Hymna                     | John Hyams     | Timothy J. Sexton                                      | 7. února 2018      | 14. srpna 2020 |
| 99           | 15        | Sisterhood             | Sesterstvo                | Rohn Schmidt   | Rick Eid a Katherine Visconti                          | 28. února 2018     | 14. srpna 2020 |
| 100          | 16        | Profiles               | Profily                   | Eriq La Salle  | Gwen Sigan                                             | 7. března 2018     | 15. srpna 2020 |
| 101          | 17        | Breaking Point         | Bod zlomu                 | Terry Miller   | Sharon Lee Watson                                      | 14. března 2018    | 15. srpna 2020 |
| 102          | 18        | Ghosts                 | Duchové                   | Nick Gomez     | Gavin Harris                                           | 21. března 2018    | 16. srpna 2020 |
| 103          | 19        | Payback                | Odplata                   | Nicole Rubio   | námět: John Dove scénář: John Dove a Timothy J. Sexton | 11. dubna 2018     | 16. srpna 2020 |
| 104          | 20        | Saved                  | Nemůžeš zachránit všechny | Paul McCrane   | Gwen Sigan                                             | 18. dubna 2018     | 17. srpna 2020 |
| 105          | 21        | Allegiance             | Loajalita                 | Carl Seaton    | Rick Eid a Timothy J. Sexton                           | 2. května 2018     | 17. srpna 2020 |
| 106          | 22        | Homecoming             | Návrat domů               | Eriq La Salle  | Rick Eid a Timothy J. Sexton                           | 9. května 2018     | 18. srpna 2020 |

### Šestá řada (2018–2019)
| Č. v seriálu | Č. v řadě | Původní název        | Český název        | Režie              | Scénář                                                                | Premiéra v USA     | Premiéra v ČR  |
| ------------ | --------- | -------------------- | ------------------ | ------------------ | --------------------------------------------------------------------- | ------------------ | -------------- |
| 107          | 1         | New Normal           | Nová norma         | Eriq La Salle      | Rick Eid                                                              | 26. září 2018      | 18. srpna 2020 |
| 108          | 2         | Endings              | Konce              | David Rodriguez    | Gwen Sigan                                                            | 3. října 2018      | 19. srpna 2020 |
| 109          | 3         | Bad Boys             | Mizerové           | Nick Gomez         | Timothy J. Sexton                                                     | 10. října 2018     | 19. srpna 2020 |
| 110          | 4         | Ride Along           | Výjezd             | Nicole Rubio       | Gavin Harris                                                          | 17. října 2018     | 20. srpna 2020 |
| 111          | 5         | Fathers and Sons     | Otcové a synové    | Eriq La Salle      | Jeffrey Nachmanoff                                                    | 24. října 2018     | 20. srpna 2020 |
| 112          | 6         | True or False        | Pravda nebo lež    | Paul McCrane       | námět: Rick Eid a Gavin Harris scénář: Rick Eid                       | 31. října 2018     | 21. srpna 2020 |
| 113          | 7         | Trigger              | Spouštěč           | Carl Seaton        | Todd Robinson                                                         | 7. listopadu 2018  | 21. srpna 2020 |
| 114          | 8         | Black and Blue       | Černá a modrá      | Christine Swanson  | Kim Rome                                                              | 14. listopadu 2018 | 22. srpna 2020 |
| 115          | 9         | Descent              | Volný pád          | Nicole Rubio       | Rick Eid a Timothy J. Sexton                                          | 5. prosince 2018   | 22. srpna 2020 |
| 116          | 10        | Brotherhood          | Bratrství modrejch | Mykelti Williamson | Gwen Sigan                                                            | 9. ledna 2019      | 23. srpna 2020 |
| 117          | 11        | Trust                | Důvěra             | Lily Mariye        | Gavin Harris                                                          | 16. ledna 2019     | 23. srpna 2020 |
| 118          | 12        | Outrage              | Vztek              | Vince Misiano      | námět: Timothy J. Sexton a April Fitsimmons scénář: Timothy J. Sexton | 23. ledna 2019     | 24. srpna 2020 |
| 119          | 13        | Night in Chicago     | Noc v Chicagu      | Eriq La Salle      | Rick Eid a Ike Smith                                                  | 6. února 2019      | 24. srpna 2020 |
| 120          | 14        | Ties That Bind       | Pevná pouta        | Paul McCrane       | Kim Rome a Katherine Visconti                                         | 13. února 2019     | 25. srpna 2020 |
| 121          | 15        | Good Men             | Správní chlapi     | Donald Petrie      | Gwen Sigan                                                            | 20. února 2019     | 25. srpna 2020 |
| 122          | 16        | The Forgotten        | Vítejte ve válce   | Eriq La Salle      | Gavin Harris                                                          | 27. února 2019     | 26. srpna 2020 |
| 123          | 17        | Pain Killer          | Ztracené mládí     | Nicole Rubio       | Timothy J. Sexton                                                     | 27. března 2019    | 26. srpna 2020 |
| 124          | 18        | This City            | Tohle město        | Carl Seaton        | Rick Eid a Gwen Sigan                                                 | 3. dubna 2019      | 27. srpna 2020 |
| 125          | 19        | What Could Have Been | Co mohlo být       | Eriq La Salle      | Rick Eid a Gwen Sigan                                                 | 24. dubna 2019     | 27. srpna 2020 |
| 126          | 20        | Sacrifice            | Oběť               | John Hyams         | Gavin Harris                                                          | 8. května 2019     | 28. srpna 2020 |
| 127          | 21        | Confession           | Doznání            | Carl Seaton        | Timothy J. Sexton                                                     | 15. května 2019    | 28. srpna 2020 |
| 128          | 22        | Reckoning            | Zúčtování          | Eriq La Salle      | Rick Eid a Gwen Sigan                                                 | 22. května 2019    | 29. srpna 2020 |

### Sedmá řada (2019–2020)
| Č. v seriálu | Č. v řadě | Původní název        | Český název         | Režie              | Scénář                                                          | Premiéra v USA     | Premiéra v ČR  |
| ------------ | --------- | -------------------- | ------------------- | ------------------ | --------------------------------------------------------------- | ------------------ | -------------- |
| 129          | 1         | Doubt                | Pochybnost          | Eriq La Salle      | Rick Eid a Gavin Harris                                         | 25. září 2019      | 29. srpna 2020 |
| 130          | 2         | Assets               | Robin Hood          | Carl Seaton        | Rick Eid a Gavin Harris                                         | 2. října 2019      | 30. srpna 2020 |
| 131          | 3         | Familia              | Rodina              | Eriq La Salle      | Timothy J. Sexton                                               | 9. října 2019      | 30. srpna 2020 |
| 132          | 4         | Infection: Part III  | Infekce: Část třetí | Eriq La Salle      | námět: Dick Wolf a Derek Haas scénář: Gwen Sigan                | 16. října 2019     | 31. srpna 2020 |
| 133          | 5         | Brother's Keeper     | Bratrská láska      | Vince Misiano      | Joe Halpin                                                      | 23. října 2019     | 31. srpna 2020 |
| 134          | 6         | False Positive       | Falešná pozitivita  | David Rodriguez    | Scott Gold                                                      | 30. října 2019     | 1. září 2020   |
| 135          | 7         | Informant            | Informátor          | Vince Misiano      | Gwen Sigan                                                      | 6. listopadu 2019  | 1. září 2020   |
| 136          | 8         | No Regrets           | Nelituji            | Mykelti Williamson | Kim Rome                                                        | 13. listopadu 2019 | 2. září 2020   |
| 137          | 9         | Absolution           | Rozhřešení          | Paul McCrane       | Gavin Harris                                                    | 20. listopadu 2019 | 2. září 2020   |
| 138          | 10        | Mercy                | Milost              | Olivia Newman      | Timothy J. Sexton                                               | 8. ledna 2020      | 3. září 2020   |
| 139          | 11        | 43rd and Normal      | Roh 43. a Normal    | Chad Saxton        | Rick Eid a Gwen Sigan                                           | 15. ledna 2020     | 3. září 2020   |
| 140          | 12        | The Devil You Know   | Démon, kterého znáš | Eriq La Salle      | Scott Gold                                                      | 22. ledna 2020     | 4. září 2020   |
| 141          | 13        | I Was Here           | Pořád tu budu       | Charles S. Carroll | Gwen Sigan                                                      | 5. února 2020      | 5. září 2020   |
| 142          | 14        | Center Mass          | Snadný terč         | Lisa Demaine       | Gavin Harris                                                    | 12. února 2020     | 5. září 2020   |
| 143          | 15        | Burden of Truth      | Tíha pravdy         | Eriq La Salle      | Rick Eid a Gwen Sigan                                           | 26. února 2020     | 6. září 2020   |
| 144          | 16        | Intimate Violence    | Domácí násilí       | Mykelti Williamson | námět: Timothy J. Sexton a Ike Smith scénář: Timothy J. Sexton  | 4. března 2020     | 6. září 2020   |
| 145          | 17        | Before the Fall      | Pýcha předchází pád | Nicole Rubio       | Scott Gold a Jake Tinker                                        | 18. března 2020    | 7. září 2020   |
| 146          | 18        | Lines                | Hranice             | Alex Chapple       | Kim Rome a Gwen Sigan                                           | 25. března 2020    | 7. září 2020   |
| 147          | 19        | Buried Secrets       | Pohřbená tajemství  | Paul McCrane       | námět: Timothy J. Sexton a Gwen Sigan scénář: Timothy J. Sexton | 8. dubna 2020      | 8. září 2020   |
| 148          | 20        | Silence of the Night | Mlčení noci         | Paul McCrane       | Rick Eid a Gavin Harris                                         | 15. dubna 2020     | 8. září 2020   |

### Osmá řada (2020–2021)
| Č. v seriálu | Č. v řadě | Původní název     | Český název             | Režie              | Scénář                                          | Premiéra v USA     | Premiéra v ČR |
| ------------ | --------- | ----------------- | ----------------------- | ------------------ | ----------------------------------------------- | ------------------ | ------------- |
| 149          | 1         | Fighting Ghosts   | Neviditelný nepřítel    | Eriq La Salle      | námět: Rick Eid a Gavin Harris scénář: Rick Eid | 11. listopadu 2020 | bude oznámeno |
| 150          | 2         | White Knuckle     | Se zaťatými pěstmi      | Nicole Rubio       | Gwen Sigan                                      | 18. listopadu 2020 | bude oznámeno |
| 151          | 3         | Tender Age        | V útlém věku            | Eriq La Salle      | Gwen Sigan                                      | 13. ledna 2021     | bude oznámeno |
| 152          | 4         | Unforgiven        | Nesmiřitelní            | Chad Saxton        | Rick Eid a Gavin Harris                         | 27. ledna 2021     | bude oznámeno |
| 153          | 5         | In Your Care      | Do vlastní péče         | Charles S. Carroll | Gwen Sigan                                      | 3. února 2021      | bude oznámeno |
| 154          | 6         | Equal Justice     | Rovnocenná spravedlnost | Eric Laneuville    | Daniel Arkin                                    | 10. února 2021     | bude oznámeno |
| 155          | 7         | Instinct          | Instinkt                | Chad Saxton        | Scott Gold                                      | 17. února 2021     | bude oznámeno |
| 156          | 8         | Protect and Serve | Chránit a sloužit       | Eriq La Salle      | Gwen Sigan a Ike Smith                          | 10. března 2021    | bude oznámeno |
| 157          | 9         | Impossible Dream  | Nemožný sen             | Charles S. Carroll | Rick Eid a Gavin Harris                         | 17. března 2021    | bude oznámeno |
| 158          | 10        | The Radical Truth | Krutá pravda            | Lisa Demaine       | Scott Gold                                      | 31. března 2021    | bude oznámeno |
| 159          | 11        | Signs of Violence | bude oznámeno           | Bethany Rooney     | Gwen Sigan                                      | 7. dubna 2021      | bude oznámeno |
| 160          | 12        | Due Process       | Podle pravidel          | Guy Ferland        | Rick Eid a Gavin Harris                         | 21. dubna 2021     | bude oznámeno |
| 161          | 13        | Trouble Dolls     | Panenky strachu         | John Polson        | Scott Gold                                      | 5. května 2021     | bude oznámeno |
| 162          | 14        | Safe              | Pocit bezpečí           | S.J. Main Muñoz    | Gavin Harris                                    | 12. května 2021    | bude oznámeno |
| 163          | 15        | The Right Thing   | Marnotratný syn         | Vince Misiano      | Rick Eid a Gwen Sigan                           | 19. května 2021    | bude oznámeno |
| 164          | 16        | The Other Side    | Nebezpečná hranice      | Chad Saxton        | Rick Eid a Gwen Sigan                           | 26. května 2021    | bude oznámeno |

### Devátá řada (2021–2022)
| Č. v seriálu | Č. v řadě | Původní název      | Český název       | Režie              | Scénář                                            | Premiéra v USA     | Premiéra v ČR |
| ------------ | --------- | ------------------ | ----------------- | ------------------ | ------------------------------------------------- | ------------------ | ------------- |
| 165          | 1         | Closure            | Výčitky svědomí   | Vince Misiano      | Rick Eid a Gwen Sigan                             | 22. září 2021      | bude oznámeno |
| 166          | 2         | Rage               | Vztek             | Chad Saxton        | Gavin Harris a Matthew Newman                     | 29. září 2021      | bude oznámeno |
| 167          | 3         | The One Next to Me | Ten vedle mně     | Bethany Rooney     | Scott Gold                                        | 6. října 2021      | bude oznámeno |
| 168          | 4         | In the Dark        | Ve tmě            | Carl Seaton        | Gwen Sigan                                        | 13. října 2021     | bude oznámeno |
| 169          | 5         | Burnside           | bude oznámeno     | Brenna Malloy      | Ike Smith                                         | 20. října 2021     | bude oznámeno |
| 170          | 6         | End of Watch       | Konec hlídky      | Marc Roskin        | Gavin Harris                                      | 27. října 2021     | bude oznámeno |
| 171          | 7         | Trust Me           | bude oznámeno     | Chad Saxton        | Matthew Newman                                    | 3. listopadu 2021  | bude oznámeno |
| 172          | 8         | Fractures          | Mračna se stahují | Charles S. Carroll | Scott Gold                                        | 10. listopadu 2021 | bude oznámeno |
| 173          | 9         | A Way Out          | Cesta ven         | Lisa Robinson      | Gwen Sigan                                        | 8. prosince 2021   | bude oznámeno |
| 174          | 10        | Home Safe          | Doma v bezpečí    | Lisa Demaine       | Elena Perez                                       | 5. ledna 2022      | bude oznámeno |
| 175          | 11        | Lies               | Lži               | Eif Rivera         | námět: Gavin Harris a Ike Smith scénář: Ike Smith | 12. ledna 2022     | bude oznámeno |
| 176          | 12        | To Protect         | Chránit           | Bethany Rooney     | Gavin Harris                                      | 19. ledna 2022     | bude oznámeno |
| 177          | 13        | Still Water        | Tichá voda        | Chad Saxton        | Gwen Sigan                                        | 23. února 2022     | bude oznámeno |
| 178          | 14        | Blood Relation     | Pokrevní pouto    | Guy Ferland        | Scott Gold                                        | 2. března 2022     | bude oznámeno |
| 179          | 15        | Gone               | Zmizelá           | Brenna Malloy      | Matthew Newman                                    | 9. března 2022     | bude oznámeno |
| 180          | 16        | Closer             | Sblížení          | Chad Saxton        | Gwen Sigan                                        | 16. března 2022    | bude oznámeno |
| 181          | 17        | Adrift             | Nezdařený plán    | Marc Roskin        | Gavin Harris                                      | 6. dubna 2022      | bude oznámeno |
| 182          | 18        | New Guard          | Nováček           | Takashi Doscher    | Scott Gold                                        | 13. dubna 2022     | bude oznámeno |
| 183          | 19        | Fool's Gold        | Kočičí zlato      | Bethany Rooney     | Ike Smith                                         | 20. dubna 2022     | bude oznámeno |
| 184          | 20        | Memory             | Paměť             | Benny Boom         | Gwen Sigan                                        | 11. května 2022    | bude oznámeno |
| 185          | 21        | House of Cards     | Domeček z karet   | Vince Misiano      | Gavin Harris                                      | 18. května 2022    | bude oznámeno |
| 186          | 22        | You and Me         | Ty a já           | Chad Saxton        | Gwen Sigan                                        | 25. května 2022    | bude oznámeno |

### Desátá řada (2022-2023)
| Č. v seriálu | Č. v řadě | Původní název      | Český název   | Režie               | Scénář                     | Premiéra v USA     | Premiéra v ČR |
| ------------ | --------- | ------------------ | ------------- | ------------------- | -------------------------- | ------------------ | ------------- |
| 187          | 1         | Let It Bleed       | bude oznámeno | Chad Saxton         | Gwen Sigan                 | 21. září 2022      | bude oznámeno |
| 188          | 2         | The Real You       | bude oznámeno | Lisa Robinson       | Gavin Harris               | 28. září 2022      | bude oznámeno |
| 189          | 3         | A Good Man         | bude oznámeno | Carl Seaton         | Scott Gold                 | 5. října 2022      | bude oznámeno |
| 190          | 4         | Dónde Vives        | bude oznámeno | Brenna Malloy       | Kevin Deiboldt             | 12. října 2022     | bude oznámeno |
| 191          | 5         | Pink Cloud         | bude oznámeno | Chad Saxton         | Gwen Sigan                 | 19. října 2022     | bude oznámeno |
| 192          | 6         | Sympathetic Reflex | bude oznámeno | Bethany Rooney      | Ike Smith                  | 2. listopadu 2022  | bude oznámeno |
| 193          | 7         | Into the Deep      | bude oznámeno | Takashi Doscher     | Scott Gold                 | 9. listopadu 2022  | bude oznámeno |
| 194          | 8         | Under the Skin     | bude oznámeno | Marc Roskin         | Gavin Harris               | 16. listopadu 2022 | bude oznámeno |
| 195          | 9         | Proof of Burden    | bude oznámeno | Chad Saxton         | Gwen Sigan                 | 7. prosince 2022   | bude oznámeno |
| 196          | 10        | This Job           | bude oznámeno | John Hyams          | Jeffrey M. Lee             | 4. ledna 2023      | bude oznámeno |
| 197          | 11        | Long Lost          | bude oznámeno | Oz Scott            | Kevin Deiboldt             | 11. ledna 2023     | bude oznámeno |
| 198          | 12        | I Can Let You Go   | bude oznámeno | Gia-Rayne B. Harris | Scott Gold                 | 18. ledna 2023     | bude oznámeno |
| 199          | 13        | The Ghost in You   | bude oznámeno | Benny Boom          | Gavin Harris               | 15. února 2023     | bude oznámeno |
| 200          | 14        | Trapped            | bude oznámeno | Chad Saxton         | Gwen Sigan                 | 22. února 2023     | bude oznámeno |
| 201          | 15        | Blood and Honor    | bude oznámeno | Vince Misiano       | Gwen Sigan, Kevin Deiboldt | 1. března 2023     | bude oznámeno |
| 202          | 16        | Deadlocked         | bude oznámeno | Jesse Lee Soffer    | Matthew Brown              | 22. března 2023    | bude oznámeno |
| 203          | 17        | Out of the Depths  | bude oznámeno | Guy Ferland         | Elena Perez                | 29. března 2023    | bude oznámeno |
| 204          | 18        | You Only Die Twice | bude oznámeno | Jon Cassar          | Gavin Harris               | 5. dubna 2023      | bude oznámeno |
| 205          | 19        | The Bleed Valve    | bude oznámeno | Bethany Rooney      | Scott Gold                 | 3. května 2023     | bude oznámeno |
| 206          | 20        | Fight              | bude oznámeno | Victor Macias       | Sean Collins-Smith         | 10. května 2023    | bude oznámeno |
| 207          | 21        | New Life           | bude oznámeno | Carl Seaton         | Gavin Harris               | 17. května 2023    | bude oznámeno |
| 208          | 22        | A Better Place     | bude oznámeno | Chad Saxton         | Gwen Sigan                 | 24. května 2023    | bude oznámeno |